# 1783 en littérature
| Années de la littérature : 1780 - 1781 - 1782 - 1783 - 1784 - 1785 - 1786    |
| Décennies de la littérature : 1750 - 1760 - 1770 - 1780 - 1790 - 1800 - 1810 |

Cet article présente les faits marquants de l'année 1783 en littérature.

## Événements
- Janvier : premier numéro du mensuel Berlinische Monatsschrift. En décembre, le pasteur Johann Zöllner y pose la question « Qu'est-ce que les Lumières ? »[1].
- 1er mars : Pierre Choderlos de Laclos rédige un projet de discours sur la question proposée par l'Académie de Châlons-sur-Marne quels seraient les meilleurs moyens de perfectionner l’éducation des femmes[2] puis peu après un essai titré Des femmes et de leur éducation. Un troisième texte, non titré sur le même thème est composé entre 1795 et 1802. Les deux premiers textes sont publiés en 1903, le troisième en 1908, connus aujourd’hui sous le titre De l’éducation des femmes[3].
- 21 octobre : inauguration de l'Académie impériale de Russie présidée par la princesse Catherine Dachkov. Elle est créée sur le modèle de l’Académie française pour fixer les règles de l’orthographe et de la grammaire, entreprendre un dictionnaire publié en 1789-1794 et encourager l’étude de l’histoire nationale[4].
- 18 novembre : August von Kotzebue quitte Saint-Pétersbourg pour occuper un poste d’assesseur à la Cour suprême de Reval[5].

## Parutions
- Emmanuel Kant, Prolegomena zu einer jeden künftigen Metaphysik, die als Wissenschaft wird auftreten können, Riga, Johann Friedrich Hartknoch, 1783 (présentation en ligne) (« Prolégomènes à toute métaphysique future »).

- William Thomas Beckford, Dreams, waking thoughts, and incidents : in a series of letters, from various parts of Euro, London, J. Johnson, 1783 (présentation en ligne) (« Voyage d’un rêveur éveillé »).
- Rhijnvis Feith, Julia, Leide, C. van Hoogeveen, 1783 (présentation en ligne), roman sentimental.
- William Blake, Poetical Sketches, London, W. Griggs, 1783 (présentation en ligne) (« Esquisses poétiques ») , recueil de poèmes.
- George Crabbe, The village : a poem, London, J. Dodsley, 1783 (présentation en ligne).

## Naissances
- 23 janvier : Stendhal (Henri Beyle de son vrai nom), écrivain français († 23 mars 1842).